# Luiza Zavloschi
Luiza Zavloschi (n. 1883, Oșești, România – d. 1967) a fost una dintre cele trei prime femei primar din România, alături de Marilena Bocu din Lipova, jud. Arad și Elena Eisenberg din Cobia, jud. Dâmbovița. În anul 1930 a fost aleasă în funcția de primar al localității Buda din județul Vaslui (interbelic) în urma alegerilor locale din acel an în care femeile au putut vota și candida pentru prima dată în istoria României.
A fost înmormântată în cimitirul din localitate.